# Czerwony Tulipan
Czerwony Tulipan – grupa muzyczna i kabaret z Olsztyna, założony w 1985 r., tworzący poezję śpiewaną, lirykę oraz satyrę.

## Historia
Od początku istnienia kształt artystyczny zespołu tworzyli: Ewa Cichocka (śpiew), Krystyna Świątecka (śpiew), Stefan Brzozowski (śpiew, gitara akustyczna, kierownictwo artystyczne) oraz zmieniający się muzycy. Na pierwszych koncertach z zespołem grali również Artur Chwała (skrzypek) oraz Mirosław Łukawski (pianista). W 1992 r. do zespołu dołączył Andrzej Czamara (gitara akustyczna) i w 2002 r. Andrzej Dondalski (basista z rockowym rodowodem).
Początki grupy sięgają lat 70. XX w. i studenckiego zespołu „Niebo”, utworzonego w marcu 1972 r. na olsztyńskiej WSP. W tym samym roku do zespołu dołączył Stefan Brzozowski. Grupa występowała m.in. na Ogólnopolskich Spotkaniach Zamkowych „Śpiewajmy Poezję” w Olsztynie. W 1978 r. zespół „Niebo” zawiesił działalność. Członkowie grupy stworzyli również zespoły: „Bonieq” (czytaj „BoNieQ”) (1977), „Kart” (1979), „Ex” (1979). Po studiach część członków „Nieba” stworzyła Czerwonego Tulipana.
Grupa została uhonorowana nagrodą Osobowość Roku Warmii i Mazur 2003.

## Nagrody
- 1987, Krystyna Świątecka podczas Ogólnopolskich Spotkań Estradowych OSET'87 w Rzeszowie otrzymała nagrodę ZASP-u za osobowość sceniczną, a spektakl pt. „Taniec życia”, z którym wystąpiła w konkursie nagrodę za muzykę
- 1988, na Ogólnopolskich Targach Estradowych w Łodzi zespół otrzymał nagrodę za muzykę do spektaklu „Nas-troje i nie pokoje”, a Krystyna Świątecka i Stefan Brzozowski nagrody indywidualne
- 1989, Ewa Cichocka na Ogólnopolskich Spotkaniach Estradowych OSET'89 w Rzeszowie otrzymała nagrodę indywidualną za osobowość artystyczną i szczególnie atrakcyjne wykonawstwo estradowe
- 1991, podczas Ogólnopolskich Spotkań Zamkowych „Śpiewajmy Poezję” w Olsztynie zespół Czerwony Tulipan otrzymał nagrodę programu III Polskiego Radia za całokształt działalności artystycznej
- 1995, ukoronowaniem 10-letniej działalności zespołu było przyznanie Grand Prix, czyli „Trójzębu Neptuna” na Jubileuszowym XXV Festiwalu Artystycznym Młodzieży Akademickiej FAMA'95 za wydarzenie artystyczne festiwalu.

## Dyskografia
- 1996 – Jedyne co mam..., MTJ
- 1997 – Erotycznie, MTJ
- 2000 – A jednak po nas coś zostanie..., MTJ
- 2001 – Kolędy (Czerwony Tulipan i Bel Canto), MTJ
- 2001 – Złota kolekcja: Ja zwariuję, Pomaton EMI
- 2003 – Ewa, MTJ
- 2003 – Czamara, MTJ
- 2003 – Taniec życia: Krystyna Świątecka, MTJ
- 2003 – Stefan: Olsztyn kocham, MTJ
- 2005 – The Best: A ja chcę tu być, MTJ
- 2008 – Obrazy i obrazki – koncert na zamku w Olsztynie (2CD+2DVD), MTJ[2]
- 2011 – To Twoje oczy, MTJ[3]
- 2016 – Pieśni o drodze, MTJ
- 2020 – The Best: Piękno, MTJ

## Nagrody i wyróżnienia
| Rok  | Kategoria                    | Tytułem                                         | Nagroda        | Nota      | Źródło |
| ---- | ---------------------------- | ----------------------------------------------- | -------------- | --------- | ------ |
| 2009 | Album roku piosenka poetycka | Obrazy i obrazki – Koncert na Zamku w Olsztynie | Fryderyki 2009 | Nominacja | [ 4 ]  |